# Lijst van vogels in de Benelux
Dit is een lijst van vogels in de Benelux. De info over België moet nog ingevuld worden. De info over Nederland is bijgewerkt tot 21-12-2024.
| Nederlandse naam                                        | Wetenschappelijke naam        | België                           | Nederland                                 |
| ------------------------------------------------------- | ----------------------------- | -------------------------------- | ----------------------------------------- |
| Anatidae (Eendachtigen)                                 |                               |                                  |                                           |
| Rotgans                                                 | Branta bernicla               |                                  | wintergast                                |
| Roodhalsgans                                            | Branta ruficollis             |                                  | wintergast                                |
| Grote Canadese gans                                     | Branta canadensis             |                                  | exoot, broedvogel                         |
| Brandgans                                               | Branta leucopsis              |                                  | broedvogel, wintergast                    |
| Kleine Canadese gans                                    | Branta hutchinsii             |                                  | dwaalgast                                 |
| Indische gans                                           | Anser indicus                 |                                  | exoot, schaarse broedvogel                |
| Ross' gans                                              | Anser rossii                  |                                  | dwaalgast                                 |
| Sneeuwgans                                              | Anser caerulescens            |                                  | schaarse wintergast                       |
| Grauwe gans                                             | Anser anser                   |                                  | broedvogel, wintergast                    |
| Taigarietgans                                           | Anser fabalis                 |                                  | schaarse wintergast                       |
| Kleine rietgans                                         | Anser brachyrhynchus          |                                  | wintergast                                |
| Toendrarietgans                                         | Anser serrirostris            |                                  | wintergast                                |
| Kolgans                                                 | Anser albifrons               |                                  | broedvogel, wintergast                    |
| Dwerggans                                               | Anser erythropus              |                                  | schaarse wintergast                       |
| Zwarte zwaan                                            | Cygnus atratus                |                                  | exoot, schaarse broedvogel                |
| Knobbelzwaan                                            | Cygnus olor                   |                                  | broedvogel, wintergast                    |
| Kleine zwaan                                            | Cygnus bewickii               |                                  | wintergast                                |
| Wilde zwaan                                             | Cygnus cygnus                 |                                  | wintergast                                |
| Nijlgans                                                | Alopochen aegyptiaca          |                                  | exoot, broedvogel                         |
| Bergeend                                                | Tadorna tadorna               |                                  | broedvogel                                |
| Casarca                                                 | Tadorna ferruginea            |                                  | zeer schaarse broedvogel, zomergast       |
| Mandarijneend                                           | Aix galericulata              |                                  | exoot, schaarse broedvogel                |
| Siberische taling                                       | Sibirionetta formosa          |                                  | dwaalgast                                 |
| Zomertaling                                             | Spatula querquedula           |                                  | schaarse broedvogel                       |
| Blauwvleugeltaling                                      | Spatula discors               |                                  | onregelmatige gast                        |
| Slobeend                                                | Spatula clypeata              |                                  | broedvogel                                |
| Krakeend                                                | Mareca strepera               |                                  | broedvogel                                |
| Bronskopeend                                            | Mareca falcata                |                                  | dwaalgast                                 |
| Smient                                                  | Mareca penelope               |                                  | zeer schaarse broedvogel, wintergast      |
| Amerikaanse smient                                      | Mareca americana              |                                  | wintergast                                |
| Wilde eend                                              | Anas platyrhynchos            |                                  | broedvogel, wintergast                    |
| Pijlstaart                                              | Anas acuta                    |                                  | zeer schaarse broedvogel, wintergast      |
| Wintertaling                                            | Anas crecca                   |                                  | schaarse broedvogel, wintergast           |
| Amerikaanse wintertaling                                | Anas carolinensis             |                                  | jaargast                                  |
| Marmereend                                              | Marmaronetta angustirostris   |                                  | dwaalgast                                 |
| Krooneend                                               | Netta rufina                  |                                  | schaarse broedvogel                       |
| Grote tafeleend                                         | Aythya valisineria            |                                  | dwaalgast                                 |
| Amerikaanse tafeleend                                   | Aythya americana              | -                                | dwaalgast                                 |
| Tafeleend                                               | Aythya ferina                 |                                  | broedvogel, wintergast                    |
| Witoogeend                                              | Aythya nyroca                 |                                  | onregelmatige broedvogel, jaargast        |
| Ringsnaveleend                                          | Aythya collaris               |                                  | onregelmatige gast                        |
| Topper                                                  | Aythya marila                 |                                  | doortrekker, wintergast                   |
| Kleine topper                                           | Aythya affinis                |                                  | onregelmatige gast                        |
| Kuifeend                                                | Aythya fuligula               |                                  | broedvogel, wintergast                    |
| Stellers eider                                          | Polysticta stelleri           |                                  | dwaalgast                                 |
| Koningseider                                            | Somateria spectabilis         |                                  | dwaalgast                                 |
| Eider                                                   | Somateria mollissima          |                                  | broedvogel, doortrekker                   |
| Harlekijneend                                           | Histrionicus histrionicus     |                                  | dwaalgast                                 |
| Brilzee-eend                                            | Melanitta perspicillata       |                                  | onregelmatige gast                        |
| Grote zee-eend                                          | Melanitta fusca               |                                  | schaarse doortrekker, wintergast          |
| Zwarte zee-eend                                         | Melanitta nigra               |                                  | doortrekker, wintergast                   |
| Amerikaanse zee-eend                                    | Melanitta americana           |                                  | dwaalgast                                 |
| IJseend                                                 | Clangula hyemalis             |                                  | schaarse doortrekker, wintergast          |
| Buffelkopeend                                           | Bucephala albeola             |                                  | dwaalgast                                 |
| Brilduiker                                              | Bucephala clangula            |                                  | zeer schaarse broedvogel, wintergast      |
| Nonnetje                                                | Mergellus albellus            |                                  | zeer schaarse broedvogel, wintergast      |
| Grote zaagbek                                           | Mergus merganser              |                                  | doortrekker, wintergast                   |
| Middelste zaagbek                                       | Mergus serrator               |                                  | zeer schaarse broedvogel, wintergast      |
| Rosse stekelstaart                                      | Oxyura jamaicensis            |                                  | exoot, onregelmatige broedvogel           |
| Witkopeend                                              | Oxyura leucocephala           | -                                | dwaalgast                                 |
| Phasianidae (Fazantachtigen)                            |                               |                                  |                                           |
| Hazelhoen                                               | Tetrastes bonasia             | broedvogel                       | -                                         |
| Auerhoen                                                | Tetrao urogallus              | zeldzame broedvogel              | -                                         |
| Korhoen                                                 | Lyrurus tetrix                | zeldzame broedvogel              | zeer schaarse broedvogel                  |
| Patrijs                                                 | Perdix perdix                 | broedvogel                       | broedvogel                                |
| Fazant                                                  | Phasianus colchicus           | exoot, broedvogel                | exoot, broedvogel                         |
| Kwartel                                                 | Coturnix coturnix             | broedvogel                       | broedvogel                                |
| Caprimulgidae (Nachtzwaluwen)                           |                               |                                  |                                           |
| Nachtzwaluw                                             | Caprimulgus europaeus         |                                  | broedvogel                                |
| Apodidae (Gierzwaluwen)                                 |                               |                                  |                                           |
| Stekelstaartgierzwaluw                                  | Hirundapus caudacutus         |                                  | dwaalgast                                 |
| Alpengierzwaluw                                         | Tachymarptis melba            |                                  | zomergast                                 |
| Gierzwaluw                                              | Apus apus                     |                                  | broedvogel                                |
| Vale gierzwaluw                                         | Apus pallidus                 |                                  | zomergast                                 |
| Siberische gierzwaluw                                   | Apus pacificus                |                                  | dwaalgast                                 |
| Huisgierzwaluw                                          | Apus affinis                  |                                  | dwaalgast                                 |
| Horusgierzwaluw                                         | Apus horus                    |                                  | dwaalgast                                 |
| Pijlstaartgierzwaluw                                    | Apus caffer                   |                                  | dwaalgast                                 |
| Otididae (Trappen)                                      |                               |                                  |                                           |
| Grote trap                                              | Otis tarda                    |                                  | onregelmatige gast                        |
| Oostelijke kraagtrap                                    | Chlamydotis macqueenii        |                                  | dwaalgast                                 |
| Kleine trap                                             | Tetrax tetrax                 |                                  | onregelmatige gast                        |
| Cuculidae (Koekoeken)                                   |                               |                                  |                                           |
| Kuifkoekoek                                             | Clamator glandarius           |                                  | onregelmatige gast                        |
| Geelsnavelkoekoek                                       | Coccyzus americanus           | dwaalgast                        | dwaalgast                                 |
| Koekoek                                                 | Cuculus canorus               |                                  | broedvogel                                |
| Pteroclididae (Zandhoenders)                            |                               |                                  |                                           |
| Steppehoen                                              | Syrrhaptes paradoxus          |                                  | dwaalgast                                 |
| Zwartbuikzandhoen                                       | Pterocles orientalis          | dwaalgast                        | -                                         |
| Columbidae (Duiven)                                     |                               |                                  |                                           |
| Rotsduif                                                | Columba livia                 | broedvogel                       | exoot, broedvogel                         |
| Holenduif                                               | Columba oenas                 | broedvogel                       | broedvogel                                |
| Houtduif                                                | Columba palumbus              | broedvogel                       | broedvogel                                |
| Zomertortel                                             | Streptopelia turtur           |                                  | schaarse broedvogel                       |
| Oosterse tortel                                         | Streptopelia orientalis       |                                  | dwaalgast                                 |
| Turkse tortel                                           | Streptopelia decaocto         | broedvogel                       | broedvogel                                |
| Rallidae (Rallen)                                       |                               |                                  |                                           |
| Waterral                                                | Rallus aquaticus              |                                  | broedvogel                                |
| Kwartelkoning                                           | Crex crex                     |                                  | zeer schaarse broedvogel                  |
| Porseleinhoen                                           | Porzana porzana               |                                  | schaarse broedvogel                       |
| Kleinst waterhoen                                       | Zapornia pusilla              |                                  | zeer schaarse broedvogel                  |
| Klein waterhoen                                         | Zapornia parva                |                                  | onregelmatige broedvogel                  |
| Purperkoet                                              | Porphyrio porphyrio           |                                  | dwaalgast                                 |
| Afrikaans purperhoen                                    | Porphyrio alleni              |                                  | dwaalgast                                 |
| Waterhoen                                               | Gallinula chloropus           |                                  | broedvogel, wintergast                    |
| Meerkoet                                                | Fulica atra                   |                                  | broedvogel, wintergast                    |
| Gruidae (Kraanvogels)                                   |                               |                                  |                                           |
| Canadese kraanvogel                                     | Antigone canadensis           |                                  | dwaalgast                                 |
| Jufferkraanvogel                                        | Grus virgo                    |                                  | dwaalgast                                 |
| Kraanvogel                                              | Grus grus                     |                                  | zeer schaarse broedvogel, doortrekker     |
| Podicipedidae (Futen)                                   |                               |                                  |                                           |
| Dodaars                                                 | Tachybaptus ruficollis        |                                  | broedvogel, wintergast                    |
| Dikbekfuut                                              | Podilymbus podiceps           |                                  | dwaalgast                                 |
| Roodhalsfuut                                            | Podiceps grisegena            | doortrekker                      | zeer schaarse broedvogel, wintergast      |
| Fuut                                                    | Podiceps cristatus            | broedvogel                       | broedvogel, wintergast                    |
| Kuifduiker                                              | Podiceps auritus              | zeldzame doortrekker             | schaarse doortrekker, wintergast          |
| Geoorde fuut                                            | Podiceps nigricollis          |                                  | schaarse broedvogel, wintergast           |
| Phoenicopteridae (Flamingo's)                           |                               |                                  |                                           |
| Flamingo                                                | Phoenicopterus roseus         |                                  | wintergast                                |
| Burhinidae (Grielen)                                    |                               |                                  |                                           |
| Griel                                                   | Burhinus oedicnemus           |                                  | voormalige broedvogel, zomergast          |
| Haematopodidae (Scholeksters)                           |                               |                                  |                                           |
| Scholekster                                             | Haematopus ostralegus         |                                  | broedvogel, wintergast                    |
| Recurvirostridae (Kluten)                               |                               |                                  |                                           |
| Steltkluut                                              | Himantopus himantopus         |                                  | schaarse broedvogel                       |
| Kluut                                                   | Recurvirostra avosetta        | broedvogel                       | broedvogel                                |
| Charadriidae (Kieviten en plevieren)                    |                               |                                  |                                           |
| Kievit                                                  | Vanellus vanellus             | broedvogel                       | broedvogel                                |
| Grijskopkievit                                          | Vanellus cinereus             |                                  | dwaalgast                                 |
| Indische kievit                                         | Vanellus indicus              |                                  | dwaalgast                                 |
| Steppekievit                                            | Vanellus gregarius            |                                  | onregelmatige gast                        |
| Witstaartkievit                                         | Vanellus leucurus             |                                  | dwaalgast                                 |
| Goudplevier                                             | Pluvialis apricaria           |                                  | doortrekker, wintergast                   |
| Aziatische goudplevier                                  | Pluvialis fulva               |                                  | onregelmatige gast                        |
| Amerikaanse goudplevier                                 | Pluvialis dominica            |                                  | onregelmatige gast                        |
| Zilverplevier                                           | Pluvialis squatarola          |                                  | doortrekker, wintergast                   |
| Bontbekplevier                                          | Charadrius hiaticula          |                                  | schaarse broedvogel, doortrekker          |
| Kleine plevier                                          | Charadrius dubius             |                                  | broedvogel                                |
| Killdeerplevier                                         | Charadrius vociferus          |                                  | dwaalgast                                 |
| Strandplevier                                           | Charadrius alexandrinus       |                                  | schaarse broedvogel                       |
| Mongoolse plevier                                       | Charadrius mongolus           | dwaalgast                        | -                                         |
| Woestijnplevier                                         | Charadrius leschenaultii      |                                  | onregelmatige gast                        |
| Kaspische plevier                                       | Charadrius asiaticus          |                                  | dwaalgast                                 |
| Steppeplevier                                           | Charadrius veredus            |                                  | dwaalgast                                 |
| Morinelplevier                                          | Charadrius morinellus         |                                  | doortrekker                               |
| Scolopacidae (Strandlopers en snippen)                  |                               |                                  |                                           |
| Bartrams ruiter                                         | Bartramia longicauda          |                                  | dwaalgast                                 |
| Regenwulp                                               | Numenius phaeopus             |                                  | doortrekker                               |
| Kleine regenwulp                                        | Numenius minutus              |                                  | dwaalgast                                 |
| Dunbekwulp                                              | Numenius tenuirostris         |                                  | dwaalgast                                 |
| Wulp                                                    | Numenius arquata              | broedvogel                       | broedvogel, wintergast                    |
| Rosse grutto                                            | Limosa lapponica              |                                  | doortrekker, wintergast                   |
| Grutto                                                  | Limosa limosa                 | broedvogel, doortrekker          | broedvogel, doortrekker                   |
| Steenloper                                              | Arenaria interpres            |                                  | doortrekker, wintergast                   |
| Grote kanoet                                            | Calidris tenuirostris         |                                  | dwaalgast                                 |
| Kanoet                                                  | Calidris canutus              |                                  | doortrekker, wintergast                   |
| Kemphaan                                                | Calidris pugnax               |                                  | zeer schaarse broedvogel, doortrekker     |
| Breedbekstrandloper                                     | Calidris falcinellus          |                                  | jaargast                                  |
| Siberische strandloper                                  | Calidris acuminata            |                                  | dwaalgast                                 |
| Steltstrandloper                                        | Calidris himantopus           |                                  | dwaalgast                                 |
| Krombekstrandloper                                      | Calidris ferruginea           |                                  | doortrekker                               |
| Temmincks strandloper                                   | Calidris temminckii           |                                  | schaarse doortrekker                      |
| Taigastrandloper                                        | Calidris subminuta            |                                  | dwaalgast                                 |
| Roodkeelstrandloper                                     | Calidris ruficollis           |                                  | dwaalgast                                 |
| Drieteenstrandloper                                     | Calidris alba                 |                                  | doortrekker, wintergast                   |
| Bonte strandloper                                       | Calidris alpina               |                                  | doortrekker, wintergast                   |
| Paarse strandloper                                      | Calidris maritima             |                                  | schaarse doortrekker, wintergast          |
| Bairds strandloper                                      | Calidris bairdii              |                                  | dwaalgast                                 |
| Kleine strandloper                                      | Calidris minuta               |                                  | schaarse doortrekker                      |
| Kleinste strandloper                                    | Calidris minutilla            | dwaalgast                        | -                                         |
| Bonapartes strandloper                                  | Calidris fuscicollis          |                                  | onregelmatige gast                        |
| Blonde ruiter                                           | Calidris subruficollis        |                                  | onregelmatige gast                        |
| Gestreepte strandloper                                  | Calidris melanotos            |                                  | jaargast                                  |
| Grijze strandloper                                      | Calidris pusilla              |                                  | dwaalgast                                 |
| Alaskastrandloper                                       | Calidris mauri                |                                  | dwaalgast                                 |
| Grote grijze snip                                       | Limnodromus scolopaceus       |                                  | dwaalgast                                 |
| Houtsnip                                                | Scolopax rusticola            |                                  | broedvogel, wintergast                    |
| Bokje                                                   | Lymnocryptes minimus          |                                  | doortrekker                               |
| Poelsnip                                                | Gallinago media               |                                  | onregelmatige gast                        |
| Watersnip                                               | Gallinago gallinago           |                                  | broedvogel, wintergast                    |
| Terekruiter                                             | Xenus cinereus                |                                  | onregelmatige gast                        |
| Grote franjepoot                                        | Phalaropus tricolor           |                                  | dwaalgast                                 |
| Grauwe franjepoot                                       | Phalaropus lobatus            |                                  | schaarse doortrekker                      |
| Rosse franjepoot                                        | Phalaropus fulicarius         |                                  | zeer schaarse doortrekker                 |
| Oeverloper                                              | Actitis hypoleucos            |                                  | zeer schaarse broedvogel, doortrekker     |
| Amerikaanse oeverloper                                  | Actitis macularius            |                                  | dwaalgast                                 |
| Witgat                                                  | Tringa ochropus               |                                  | doortrekker, wintergast                   |
| Amerikaanse bosruiter                                   | Tringa solitaria              |                                  | dwaalgast                                 |
| Siberische grijze ruiter                                | Tringa brevipes               |                                  | dwaalgast                                 |
| Kleine geelpootruiter                                   | Tringa flavipes               |                                  | dwaalgast                                 |
| Tureluur                                                | Tringa totanus                | broedvogel, doortrekker          | broedvogel, doortrekker                   |
| Poelruiter                                              | Tringa stagnatilis            |                                  | jaargast                                  |
| Bosruiter                                               | Tringa glareola               |                                  | doortrekker                               |
| Zwarte ruiter                                           | Tringa erythropus             |                                  | doortrekker                               |
| Groenpootruiter                                         | Tringa nebularia              |                                  | doortrekker                               |
| Grote geelpootruiter                                    | Tringa melanoleuca            |                                  | dwaalgast                                 |
| Glareolidae (Renvogels en vorkstaartplevieren)          |                               |                                  |                                           |
| Renvogel                                                | Cursorius cursor              |                                  | dwaalgast                                 |
| Vorkstaartplevier                                       | Glareola pratincola           |                                  | dwaalgast                                 |
| Oosterse vorkstaartplevier                              | Glareola maldivarum           |                                  | dwaalgast                                 |
| Steppevorkstaartplevier                                 | Glareola nordmanni            |                                  | dwaalgast                                 |
| Laridae (Meeuwen en sterns)                             |                               |                                  |                                           |
| Drieteenmeeuw                                           | Rissa tridactyla              |                                  | schaarse broedvogel, doortrekker          |
| Ivoormeeuw                                              | Pagophila eburnea             |                                  | dwaalgast                                 |
| Vorkstaartmeeuw                                         | Xema sabini                   |                                  | jaargast                                  |
| Dunbekmeeuw                                             | Chroicocephalus genei         |                                  | dwaalgast                                 |
| Kleine kokmeeuw                                         | Chroicocephalus philadelphia  |                                  | dwaalgast                                 |
| Kokmeeuw                                                | Chroicocephalus ridibundus    |                                  | broedvogel                                |
| Dwergmeeuw                                              | Hydrocoloeus minutus          |                                  | onregelmatige broedvogel, doortrekker     |
| Ross' meeuw                                             | Rhodostethia rosea            |                                  | dwaalgast                                 |
| Lachmeeuw                                               | Leucophaeus atricilla         |                                  | dwaalgast                                 |
| Franklins meeuw                                         | Leucophaeus pipixcan          |                                  | dwaalgast                                 |
| Audouins meeuw                                          | Ichthyaetus audouinii         |                                  | dwaalgast                                 |
| Zwartkopmeeuw                                           | Ichthyaetus melanocephalus    |                                  | broedvogel                                |
| Reuzenzwartkopmeeuw                                     | Ichthyaetus ichthyaetus       |                                  | dwaalgast                                 |
| Stormmeeuw                                              | Larus canus                   |                                  | broedvogel, doortrekker                   |
| Ringsnavelmeeuw                                         | Larus delawarensis            |                                  | dwaalgast                                 |
| Grote mantelmeeuw                                       | Larus marinus                 |                                  | zeer schaarse broedvogel, wintergast      |
| Grote burgemeester                                      | Larus hyperboreus             |                                  | jaargast                                  |
| Kleine burgemeester                                     | Larus glaucoides              |                                  | jaargast                                  |
| Zilvermeeuw                                             | Larus argentatus              |                                  | broedvogel                                |
| Pontische meeuw                                         | Larus cachinnans              |                                  | zeer schaarse broedvogel, wintergast      |
| Geelpootmeeuw                                           | Larus michahellis             |                                  | zeer schaarse broedvogel, wintergast      |
| Kleine mantelmeeuw                                      | Larus fuscus                  |                                  | broedvogel, doortrekker                   |
| Lachstern                                               | Gelochelidon nilotica         |                                  | doortrekker                               |
| Reuzenstern                                             | Hydroprogne caspia            |                                  | doortrekker                               |
| Grote stern                                             | Thalasseus sandvicensis       |                                  | broedvogel, doortrekker                   |
| Amerikaanse grote stern                                 | Thalasseus acuflavidus        |                                  | dwaalgast                                 |
| Sierlijke stern                                         | Thalasseus elegans            |                                  | dwaalgast                                 |
| Dwergstern                                              | Sternula albifrons            |                                  | broedvogel                                |
| Brilstern                                               | Onychoprion anaethetus        |                                  | dwaalgast                                 |
| Bonte stern                                             | Onychoprion fuscatus          |                                  | dwaalgast                                 |
| Dougalls stern                                          | Sterna dougallii              |                                  | dwaalgast                                 |
| Visdief                                                 | Sterna hirundo                |                                  | broedvogel, doortrekker                   |
| Noordse stern                                           | Sterna paradisaea             |                                  | broedvogel, doortrekker                   |
| Forsters stern                                          | Sterna forsteri               |                                  | dwaalgast                                 |
| Witwangstern                                            | Chlidonias hybrida            |                                  | zeer schaarse broedvogel                  |
| Witvleugelstern                                         | Chlidonias leucopterus        |                                  | incidentele broedvogel, zomergast         |
| Zwarte stern                                            | Chlidonias niger              |                                  | broedvogel, doortrekker                   |
| Stercorariidae (Jagers)                                 |                               |                                  |                                           |
| Grote jager                                             | Stercorarius skua             |                                  | doortrekker                               |
| Middelste jager                                         | Stercorarius pomarinus        |                                  | schaarse doortrekker                      |
| Kleine jager                                            | Stercorarius parasiticus      |                                  | doortrekker                               |
| Kleinste jager                                          | Stercorarius longicaudus      |                                  | zeer schaarse doortrekker                 |
| Alcidae (Alken)                                         |                               |                                  |                                           |
| Kleine alk                                              | Alle alle                     |                                  | schaarse doortrekker                      |
| Kortbekzeekoet                                          | Uria lomvia                   |                                  | dwaalgast                                 |
| Zeekoet                                                 | Uria aalge                    |                                  | doortrekker, wintergast                   |
| Alk                                                     | Alca torda                    |                                  | doortrekker, wintergast                   |
| Zwarte zeekoet                                          | Cepphus grylle                |                                  | jaargast                                  |
| Papegaaiduiker                                          | Fratercula arctica            |                                  | schaarse doortrekker                      |
| Gaviidae (Duikers)                                      |                               |                                  |                                           |
| Roodkeelduiker                                          | Gavia stellata                | algemene doortrekker, wintergast | doortrekker, wintergast                   |
| Parelduiker                                             | Gavia arctica                 | schaarse doortrekker, wintergast | schaarse doortrekker, wintergast          |
| Pacifische parelduiker                                  | Gavia pacifica                |                                  | dwaalgast                                 |
| IJsduiker                                               | Gavia immer                   |                                  | schaarse wintergast                       |
| Geelsnavelduiker                                        | Gavia adamsii                 |                                  | dwaalgast                                 |
| Oceanitidae (Zuidelijke stormvogeltjes)                 |                               |                                  |                                           |
| Wilsons stormvogeltje                                   | Oceanites oceanicus           |                                  | dwaalgast                                 |
| Bont stormvogeltje                                      | Pelagodroma marina            |                                  | dwaalgast                                 |
| Diomedeidae (Albatrossen)                               |                               |                                  |                                           |
| Wenkbrauwalbatros                                       | Thalassarche melanophris      | dwaalgast                        | -                                         |
| Hydrobatidae (Noordelijke stormvogeltjes)               |                               |                                  |                                           |
| Stormvogeltje                                           | Hydrobates pelagicus          |                                  | zeer schaarse doortrekker                 |
| Vaal stormvogeltje                                      | Hydrobates leucorhous         |                                  | schaarse doortrekker                      |
| Procellariidae (Stormvogels en pijlstormvogels)         |                               |                                  |                                           |
| Noordse stormvogel                                      | Fulmarus glacialis            |                                  | doortrekker                               |
| Donsstormvogel                                          | Pterodroma mollis             |                                  | dwaalgast                                 |
| Scopoli's pijlstormvogel                                | Calonectris diomedea          |                                  | dwaalgast                                 |
| Kuhls pijlstormvogel                                    | Calonectris borealis          | -                                | dwaalgast                                 |
| Grauwe pijlstormvogel                                   | Ardenna grisea                | -                                | schaarse doortrekker                      |
| Grote pijlstormvogel                                    | Ardenna gravis                | -                                | dwaalgast                                 |
| Noordse pijlstormvogel                                  | Puffinus puffinus             |                                  | schaarse doortrekker                      |
| Vale pijlstormvogel                                     | Puffinus mauretanicus         |                                  | schaarse doortrekker                      |
| Ciconiidae (Ooievaars)                                  |                               |                                  |                                           |
| Zwarte ooievaar                                         | Ciconia nigra                 |                                  | zomergast                                 |
| Ooievaar                                                | Ciconia ciconia               |                                  | broedvogel                                |
| Sulidae (Genten)                                        |                               |                                  |                                           |
| Jan-van-gent                                            | Morus bassanus                |                                  | doortrekker                               |
| Bruine gent                                             | Sula leucogaster              |                                  | dwaalgast                                 |
| Phalacrocoracidae (Aalscholvers)                        |                               |                                  |                                           |
| Dwergaalscholver                                        | Microcarbo pygmaeus           | dwaalgast                        | dwaalgast                                 |
| Aalscholver                                             | Phalacrocorax carbo           |                                  | broedvogel                                |
| Kuifaalscholver                                         | Gulosus aristotelis           |                                  | jaargast                                  |
| Threskiornithidae (Ibissen en lepelaars)                |                               |                                  |                                           |
| Zwarte ibis                                             | Plegadis falcinellus          |                                  | jaargast                                  |
| Lepelaar                                                | Platalea leucorodia           |                                  | broedvogel                                |
| Ardeidae (Reigers)                                      |                               |                                  |                                           |
| Roerdomp                                                | Botaurus stellaris            |                                  | broedvogel                                |
| Woudaapje                                               | Ixobrychus minutus            |                                  | zeer schaarse broedvogel                  |
| Kwak                                                    | Nycticorax nycticorax         | dwaalgast                        | zeer schaarse broedvogel                  |
| Groene reiger                                           | Butorides virescens           |                                  | dwaalgast                                 |
| Ralreiger                                               | Ardeola ralloides             |                                  | jaargast                                  |
| Koereiger                                               | Bubulcus ibis                 |                                  | zeer schaarse broedvogel, jaargast        |
| Blauwe reiger                                           | Ardea cinerea                 | broedvogel                       | broedvogel                                |
| Purperreiger                                            | Ardea purpurea                |                                  | broedvogel                                |
| Grote zilverreiger                                      | Ardea alba                    |                                  | schaarse broedvogel                       |
| Kleine zilverreiger                                     | Egretta garzetta              |                                  | schaarse broedvogel                       |
| Pelecanidae (Pelikanen)                                 |                               |                                  |                                           |
| Roze pelikaan                                           | Pelecanus onocrotalus         |                                  | dwaalgast                                 |
| Kroeskoppelikaan                                        | Pelecanus crispus             |                                  | dwaalgast                                 |
| Pandionidae (Visarenden)                                |                               |                                  |                                           |
| Visarend                                                | Pandion haliaetus             |                                  | zeer schaarse broedvogel, doortrekker     |
| Accipitridae (Havikachtigen)                            |                               |                                  |                                           |
| Grijze wouw                                             | Elanus caeruleus              |                                  | jaargast                                  |
| Lammergier                                              | Gypaetus barbatus             |                                  | dwaalgast                                 |
| Aasgier                                                 | Neophron percnopterus         |                                  | dwaalgast                                 |
| Wespendief                                              | Pernis apivorus               |                                  | schaarse broedvogel                       |
| Vale gier                                               | Gyps fulvus                   | dwaalgast                        | onregelmatige gast                        |
| Monniksgier                                             | Aegypius monachus             |                                  | dwaalgast                                 |
| Slangenarend                                            | Circaetus gallicus            |                                  | zomergast                                 |
| Schreeuwarend                                           | Clanga pomarina               |                                  | dwaalgast                                 |
| Bastaardarend                                           | Clanga clanga                 |                                  | onregelmatige gast                        |
| Dwergarend                                              | Hieraaetus pennatus           |                                  | onregelmatige gast                        |
| Steppearend                                             | Aquila nipalensis             |                                  | dwaalgast                                 |
| Spaanse keizerarend                                     | Aquila adalberti              |                                  | dwaalgast                                 |
| Keizerarend                                             | Aquila heliaca                |                                  | dwaalgast                                 |
| Steenarend                                              | Aquila chrysaetos             |                                  | dwaalgast                                 |
| Havikarend                                              | Aquila fasciata               |                                  | dwaalgast                                 |
| Sperwer                                                 | Accipiter nisus               |                                  | broedvogel                                |
| Havik                                                   | Accipiter gentilis            | broedvogel                       | broedvogel                                |
| Bruine kiekendief                                       | Circus aeruginosus            | broedvogel                       | broedvogel                                |
| Blauwe kiekendief                                       | Circus cyaneus                |                                  | zeer schaarse broedvogel, doortrekker     |
| Steppekiekendief                                        | Circus macrourus              |                                  | schaarse doortrekker                      |
| Grauwe kiekendief                                       | Circus pygargus               |                                  | schaarse broedvogel, doortrekker          |
| Rode wouw                                               | Milvus milvus                 |                                  | zeer schaarse broedvogel, doortrekker     |
| Zwarte wouw                                             | Milvus migrans                | dwaalgast                        | zeer schaarse broedvogel, doortrekker     |
| Zeearend                                                | Haliaeetus albicilla          |                                  | zeer schaarse broedvogel, jaargast        |
| Ruigpootbuizerd                                         | Buteo lagopus                 |                                  | schaarse wintergast                       |
| Arendbuizerd                                            | Buteo rufinus                 |                                  | dwaalgast                                 |
| Buizerd                                                 | Buteo buteo                   | broedvogel                       | broedvogel                                |
| Tytonidae (Kerkuilen)                                   |                               |                                  |                                           |
| Kerkuil                                                 | Tyto alba                     |                                  | broedvogel                                |
| Strigidae (Echte uilen)                                 |                               |                                  |                                           |
| Ruigpootuil                                             | Aegolius funereus             | dwaalgast                        | dwaalgast                                 |
| Steenuil                                                | Athene noctua                 | broedvogel                       | broedvogel                                |
| Sperweruil                                              | Surnia ulula                  |                                  | dwaalgast                                 |
| Dwerguil                                                | Glaucidium passerinum         |                                  | dwaalgast                                 |
| Dwergooruil                                             | Otus scops                    |                                  | dwaalgast                                 |
| Ransuil                                                 | Asio otus                     | broedvogel                       | broedvogel, wintergast                    |
| Velduil                                                 | Asio flammeus                 |                                  | schaarse broedvogel                       |
| Sneeuwuil                                               | Bubo scandiacus               |                                  | dwaalgast                                 |
| Oehoe                                                   | Bubo bubo                     |                                  | zeer schaarse broedvogel                  |
| Bosuil                                                  | Strix aluco                   |                                  | broedvogel                                |
| Upupidae (Hoppen)                                       |                               |                                  |                                           |
| Hop                                                     | Upupa epops                   |                                  | incidentele broedvogel, zomergast         |
| Coraciidae (Scharrelaars)                               |                               |                                  |                                           |
| Scharrelaar                                             | Coracias garrulus             |                                  | onregelmatige gast                        |
| Alcedinidae (IJsvogels)                                 |                               |                                  |                                           |
| IJsvogel                                                | Alcedo atthis                 | broedvogel                       | broedvogel                                |
| Bandijsvogel                                            | Megaceryle alcyon             |                                  | dwaalgast                                 |
| Meropidae (Bijeneters)                                  |                               |                                  |                                           |
| Groene bijeneter                                        | Merops persicus               |                                  | dwaalgast                                 |
| Bijeneter                                               | Merops apiaster               |                                  | zeer schaarse broedvogel, zomergast       |
| Picidae (Spechten)                                      |                               |                                  |                                           |
| Draaihals                                               | Jynx torquilla                |                                  | schaarse broedvogel, doortrekker          |
| Middelste bonte specht                                  | Dendrocoptes medius           | broedvogel                       | broedvogel                                |
| Kleine bonte specht                                     | Dryobates minor               |                                  | broedvogel                                |
| Grote bonte specht                                      | Dendrocopos major             | broedvogel                       | broedvogel                                |
| Witrugspecht                                            | Dendrocopos leucotos          | dwaalgast                        | -                                         |
| Zwarte specht                                           | Dryocopus martius             | broedvogel                       | broedvogel                                |
| Groene specht                                           | Picus viridis                 | broedvogel                       | broedvogel                                |
| Grijskopspecht                                          | Picus canus                   |                                  | dwaalgast                                 |
| Falconidae (Valkachtigen)                               |                               |                                  |                                           |
| Kleine torenvalk                                        | Falco naumanni                |                                  | dwaalgast                                 |
| Torenvalk                                               | Falco tinnunculus             | broedvogel                       | broedvogel                                |
| Roodpootvalk                                            | Falco vespertinus             |                                  | schaarse doortrekker                      |
| Eleonora's valk                                         | Falco eleonorae               |                                  | dwaalgast                                 |
| Smelleken                                               | Falco columbarius             |                                  | schaarse doortrekker, wintergast          |
| Boomvalk                                                | Falco subbuteo                |                                  | broedvogel                                |
| Sakervalk                                               | Falco cherrug                 |                                  | dwaalgast                                 |
| Giervalk                                                | Falco rusticolus              |                                  | dwaalgast                                 |
| Slechtvalk                                              | Falco peregrinus              | broedvogel                       | schaarse broedvogel, doortrekker          |
| Psittacidae (Papegaaien van Afrika en de Nieuwe Wereld) |                               |                                  |                                           |
| Monniksparkiet                                          | Myiopsitta monachus           | exoot, schaarse broedvogel       | exoot, schaarse broedvogel                |
| Psittaculidae (Papegaaien van de Oude Wereld)           |                               |                                  |                                           |
| Grote alexanderparkiet                                  | Psittacula eupatria           |                                  | exoot, schaarse broedvogel                |
| Halsbandparkiet                                         | Psittacula krameri            | exoot, broedvogel                | exoot, broedvogel                         |
| Vireonidae (Vireo's)                                    |                               |                                  |                                           |
| Roodoogvireo                                            | Vireo olivaceus               |                                  | dwaalgast                                 |
| Oriolidae (Wielewalen en vijgvogels)                    |                               |                                  |                                           |
| Wielewaal                                               | Oriolus oriolus               |                                  | broedvogel                                |
| Laniidae (Klauwieren)                                   |                               |                                  |                                           |
| Bruine klauwier                                         | Lanius cristatus              |                                  | dwaalgast                                 |
| Grauwe klauwier                                         | Lanius collurio               | broedvogel                       | broedvogel                                |
| Daurische klauwier                                      | Lanius isabellinus            |                                  | dwaalgast                                 |
| Turkestaanse klauwier                                   | Lanius phoenicuroides         |                                  | dwaalgast                                 |
| Langstaartklauwier                                      | Lanius schach                 |                                  | dwaalgast                                 |
| Kleine klapekster                                       | Lanius minor                  |                                  | onregelmatige gast                        |
| Noordelijke klapekster                                  | Lanius borealis               |                                  | dwaalgast                                 |
| Klapekster                                              | Lanius excubitor              |                                  | voormalige broedvogel, wintergast         |
| Roodkopklauwier                                         | Lanius senator                |                                  | voormalige broedvogel, onregelmatige gast |
| Maskerklauwier                                          | Lanius nubicus                |                                  | dwaalgast                                 |
| Corvidae (Kraaiachtigen)                                |                               |                                  |                                           |
| Gaai                                                    | Garrulus glandarius           | broedvogel                       | broedvogel                                |
| Ekster                                                  | Pica pica                     | broedvogel                       | broedvogel                                |
| Notenkraker                                             | Nucifraga caryocatactes       |                                  | dwaalgast                                 |
| Alpenkraai                                              | Pyrrhocorax graculus          | dwaalgast                        | -                                         |
| Kauw                                                    | Coloeus monedula              | broedvogel                       | broedvogel                                |
| Daurische kauw                                          | Coloeus dauuricus             |                                  | dwaalgast                                 |
| Roek                                                    | Corvus frugilegus             | broedvogel                       | broedvogel                                |
| Zwarte kraai                                            | Corvus corone                 | broedvogel                       | broedvogel                                |
| Bonte kraai                                             | Corvus cornix                 |                                  | schaarse wintergast                       |
| Raaf                                                    | Corvus corax                  |                                  | schaarse broedvogel                       |
| Bombycillidae (Pestvogels)                              |                               |                                  |                                           |
| Pestvogel                                               | Bombycilla garrulus           |                                  | schaarse doortrekker, wintergast          |
| Paridae (Mezen)                                         |                               |                                  |                                           |
| Zwarte mees                                             | Periparus ater                | broedvogel                       | broedvogel                                |
| Kuifmees                                                | Lophophanes cristatus         | broedvogel                       | broedvogel                                |
| Glanskop                                                | Poecile palustris             | broedvogel                       | broedvogel                                |
| Matkop                                                  | Poecile montanus              | broedvogel                       | broedvogel                                |
| Pimpelmees                                              | Cyanistes caeruleus           | broedvogel                       | broedvogel                                |
| Azuurmees                                               | Cyanistes cyanus              | dwaalgast                        | -                                         |
| Koolmees                                                | Parus major                   | broedvogel                       | broedvogel                                |
| Remizidae (Buidelmezen)                                 |                               |                                  |                                           |
| Buidelmees                                              | Remiz pendulinus              |                                  | zeer schaarse broedvogel                  |
| Panuridae (Baardmannetjes)                              |                               |                                  |                                           |
| Baardmannetje                                           | Panurus biarmicus             |                                  | broedvogel                                |
| Alaudidae (Leeuweriken)                                 |                               |                                  |                                           |
| Boomleeuwerik                                           | Lullula arborea               | broedvogel                       | broedvogel                                |
| Veldleeuwerik                                           | Alauda arvensis               | broedvogel                       | broedvogel                                |
| Kuifleeuwerik                                           | Galerida cristata             |                                  | voormalige broedvogel, dwaalgast          |
| Strandleeuwerik                                         | Eremophila alpestris          |                                  | doortrekker, wintergast                   |
| Kortteenleeuwerik                                       | Calandrella brachydactyla     |                                  | dwaalgast                                 |
| Bergkalanderleeuwerik                                   | Melanocorypha bimaculata      |                                  | dwaalgast                                 |
| Kalanderleeuwerik                                       | Melanocorypha calandra        |                                  | dwaalgast                                 |
| Hirundinidae (Zwaluwen)                                 |                               |                                  |                                           |
| Oeverzwaluw                                             | Riparia riparia               | broedvogel                       | broedvogel                                |
| Boerenzwaluw                                            | Hirundo rustica               | broedvogel                       | broedvogel                                |
| Rotszwaluw                                              | Ptyonoprogne rupestris        |                                  | dwaalgast                                 |
| Huiszwaluw                                              | Delichon urbicum              | broedvogel                       | broedvogel                                |
| Roodstuitzwaluw                                         | Cecropis daurica              |                                  | onregelmatige gast                        |
| Cettiidae (Struikzangers)                               |                               |                                  |                                           |
| Cetti's zanger                                          | Cettia cetti                  | broedvogel                       | broedvogel                                |
| Aegithalidae (Staartmezen)                              |                               |                                  |                                           |
| Staartmees                                              | Aegithalos caudatus           | broedvogel, wintergast           | broedvogel, wintergast                    |
| Phylloscopidae (Boszangers)                             |                               |                                  |                                           |
| Fluiter                                                 | Phylloscopus sibilatrix       |                                  | broedvogel                                |
| Bergfluiter                                             | Phylloscopus bonelli          |                                  | onregelmatige gast                        |
| Balkanbergfluiter                                       | Phylloscopus orientalis       |                                  | dwaalgast                                 |
| Humes bladkoning                                        | Phylloscopus humei            |                                  | schaarse wintergast                       |
| Bladkoning                                              | Phylloscopus inornatus        |                                  | doortrekker                               |
| Pallas' boszanger                                       | Phylloscopus proregulus       |                                  | schaarse wintergast                       |
| Raddes boszanger                                        | Phylloscopus schwarzi         |                                  | onregelmatige gast                        |
| Bruine boszanger                                        | Phylloscopus fuscatus         |                                  | onregelmatige gast                        |
| Fitis                                                   | Phylloscopus trochilus        |                                  | broedvogel                                |
| Tjiftjaf                                                | Phylloscopus collybita        | broedvogel                       | broedvogel                                |
| Iberische tjiftjaf                                      | Phylloscopus ibericus         |                                  | zomergast                                 |
| Kroonboszanger                                          | Phylloscopus coronatus        |                                  | dwaalgast                                 |
| Swinhoes boszanger                                      | Phylloscopus plumbeitarsus    |                                  | dwaalgast                                 |
| Groene fitis                                            | Phylloscopus nitidus          |                                  | dwaalgast                                 |
| Grauwe fitis                                            | Phylloscopus trochiloides     |                                  | zomergast                                 |
| Noordse boszanger                                       | Phylloscopus borealis         |                                  | onregelmatige gast                        |
| Acrocephalidae (Rietzangers)                            |                               |                                  |                                           |
| Grote karekiet                                          | Acrocephalus arundinaceus     |                                  | schaarse broedvogel                       |
| Zwartkoprietzanger                                      | Acrocephalus melanopogon      |                                  | dwaalgast                                 |
| Waterrietzanger                                         | Acrocephalus paludicola       |                                  | schaarse doortrekker                      |
| Rietzanger                                              | Acrocephalus schoenobaenus    | broedvogel                       | broedvogel                                |
| Veldrietzanger                                          | Acrocephalus agricola         |                                  | dwaalgast                                 |
| Struikrietzanger                                        | Acrocephalus dumetorum        |                                  | onregelmatige gast                        |
| Kleine karekiet                                         | Acrocephalus scirpaceus       |                                  | broedvogel                                |
| Bosrietzanger                                           | Acrocephalus palustris        |                                  | broedvogel                                |
| Kleine spotvogel                                        | Iduna caligata                |                                  | dwaalgast                                 |
| Sykes' spotvogel                                        | Iduna rama                    |                                  | dwaalgast                                 |
| Oostelijke vale spotvogel                               | Iduna pallida                 |                                  | dwaalgast                                 |
| Grote vale spotvogel                                    | Hippolais languida            |                                  | dwaalgast                                 |
| Orpheusspotvogel                                        | Hippolais polyglotta          |                                  | incidentele broedvogel, zomergast         |
| Spotvogel                                               | Hippolais icterina            |                                  | broedvogel                                |
| Locustellidae (Sprinkhaanzangers)                       |                               |                                  |                                           |
| Siberische sprinkhaanzanger                             | Helopsaltes certhiola         |                                  | dwaalgast                                 |
| Kleine sprinkhaanzanger                                 | Locustella lanceolata         |                                  | dwaalgast                                 |
| Krekelzanger                                            | Locustella fluviatilis        |                                  | zomergast                                 |
| Snor                                                    | Locustella luscinioides       |                                  | broedvogel                                |
| Sprinkhaanzanger                                        | Locustella naevia             |                                  | broedvogel, doortrekker                   |
| Cisticolidae (Graszangers)                              |                               |                                  |                                           |
| Graszanger                                              | Cisticola juncidis            |                                  | schaarse broedvogel                       |
| Sylviidae (Grasmussen)                                  |                               |                                  |                                           |
| Zwartkop                                                | Sylvia atricapilla            | broedvogel                       | broedvogel                                |
| Tuinfluiter                                             | Sylvia borin                  |                                  | broedvogel                                |
| Sperwergrasmus                                          | Curruca nisoria               |                                  | schaarse doortrekker                      |
| Braamsluiper                                            | Curruca curucca               |                                  | broedvogel                                |
| Humes braamsluiper                                      | Curruca althaea               |                                  | dwaalgast                                 |
| Westelijke orpheusgrasmus                               | Curruca hortensis             | dwaalgast                        | dwaalgast                                 |
| Afrikaanse woestijngrasmus                              | Curruca deserti               |                                  | dwaalgast                                 |
| Woestijngrasmus                                         | Curruca nana                  |                                  | dwaalgast                                 |
| Kleine zwartkop                                         | Curruca melanocephala         |                                  | dwaalgast                                 |
| Moltoni's baardgrasmus                                  | Curruca subalpina             |                                  | dwaalgast                                 |
| Balkanbaardgrasmus                                      | Curruca cantillans            |                                  | dwaalgast                                 |
| Grasmus                                                 | Curruca communis              | broedvogel                       | broedvogel                                |
| Brilgrasmus                                             | Curruca conspicillata         |                                  | dwaalgast                                 |
| Sardijnse grasmus                                       | Curruca sarda                 | dwaalgast                        | dwaalgast                                 |
| Provençaalse grasmus                                    | Curruca undata                |                                  | dwaalgast                                 |
| Paradoxornithidae (Diksnavelmezen)                      |                               |                                  |                                           |
| Bruinkopdiksnavelmees                                   | Suthora webbiana              |                                  | exoot, schaarse broedvogel                |
| Regulidae (Goudhaantjes)                                |                               |                                  |                                           |
| Goudhaantje                                             | Regulus regulus               | broedvogel                       | broedvogel                                |
| Vuurgoudhaantje                                         | Regulus ignicapilla           | broedvogel                       | broedvogel                                |
| Troglodytidae (Winterkoningen)                          |                               |                                  |                                           |
| Winterkoning                                            | Troglodytes troglodytes       | broedvogel                       | broedvogel                                |
| Sittidae (Boomklevers)                                  |                               |                                  |                                           |
| Boomklever                                              | Sitta europaea                | broedvogel                       | broedvogel                                |
| Tichodromidae (Rotskruipers)                            |                               |                                  |                                           |
| Rotskruiper                                             | Tichodroma muraria            |                                  | dwaalgast                                 |
| Certhiidae (Boomkruipers)                               |                               |                                  |                                           |
| Boomkruiper                                             | Certhia brachydactyla         | broedvogel                       | broedvogel                                |
| Taigaboomkruiper                                        | Certhia familiaris            |                                  | schaarse broedvogel                       |
| Mimidae (Spotlijsters)                                  |                               |                                  |                                           |
| Spotlijster                                             | Mimus polyglottos             |                                  | dwaalgast                                 |
| Sturnidae (Spreeuwen)                                   |                               |                                  |                                           |
| Daurische spreeuw                                       | Agropsar sturninus            |                                  | dwaalgast                                 |
| Roze spreeuw                                            | Pastor roseus                 |                                  | schaarse doortrekker                      |
| Spreeuw                                                 | Sturnus vulgaris              | broedvogel                       | broedvogel                                |
| Turdidae (Lijsters)                                     |                               |                                  |                                           |
| Siberische lijster                                      | Geokichla sibirica            |                                  | dwaalgast                                 |
| Goudlijster                                             | Zoothera aurea                | dwaalgast                        | dwaalgast                                 |
| Grijswangdwerglijster                                   | Catharus minimus              |                                  | dwaalgast                                 |
| Dwerglijster                                            | Catharus ustulatus            | dwaalgast                        | -                                         |
| Beflijster                                              | Turdus torquatus              |                                  | doortrekker                               |
| Merel                                                   | Turdus merula                 | broedvogel                       | broedvogel                                |
| Vale lijster                                            | Turdus obscurus               |                                  | dwaalgast                                 |
| Zwartkeellijster                                        | Turdus atrogularis            | dwaalgast                        | dwaalgast                                 |
| Naumanns lijster                                        | Turdus naumanni               | dwaalgast                        | -                                         |
| Bruine lijster                                          | Turdus eunomus                |                                  | dwaalgast                                 |
| Kramsvogel                                              | Turdus pilaris                |                                  | zeer schaarse broedvogel, doortrekker     |
| Koperwiek                                               | Turdus iliacus                | doortrekker, wintergast          | doortrekker, wintergast                   |
| Zanglijster                                             | Turdus philomelos             | broedvogel                       | broedvogel                                |
| Grote lijster                                           | Turdus viscivorus             | broedvogel                       | broedvogel                                |
| Roodborstlijster                                        | Turdus migratorius            |                                  | dwaalgast                                 |
| Muscicapidae (Vliegenvangers)                           |                               |                                  |                                           |
| Rosse waaierstaart                                      | Cercotrichas galactotes       |                                  | dwaalgast                                 |
| Grauwe vliegenvanger                                    | Muscicapa striata             |                                  | broedvogel                                |
| Roetvliegenvanger                                       | Muscicapa sibirica            |                                  | dwaalgast                                 |
| Roodborst                                               | Erithacus rubecula            | broedvogel                       | broedvogel                                |
| Blauwborst                                              | Luscinia svecica              | broedvogel                       | broedvogel                                |
| Noordse nachtegaal                                      | Luscinia luscinia             |                                  | onregelmatige gast                        |
| Nachtegaal                                              | Luscinia megarhynchos         |                                  | broedvogel                                |
| Roodkeelnachtegaal                                      | Calliope calliope             |                                  | dwaalgast                                 |
| Perzische roodborst                                     | Irania gutturalis             |                                  | dwaalgast                                 |
| Blauwstaart                                             | Tarsiger cyanurus             |                                  | onregelmatige gast                        |
| Kleine vliegenvanger                                    | Ficedula parva                |                                  | onregelmatige gast                        |
| Bonte vliegenvanger                                     | Ficedula hypoleuca            |                                  | broedvogel                                |
| Withalsvliegenvanger                                    | Ficedula albicollis           |                                  | dwaalgast                                 |
| Balkanvliegenvanger                                     | Ficedula semitorquata         |                                  | dwaalgast                                 |
| Zwarte roodstaart                                       | Phoenicurus ochruros          |                                  | broedvogel                                |
| Gekraagde roodstaart                                    | Phoenicurus phoenicurus       |                                  | broedvogel                                |
| Rode rotslijster                                        | Monticola saxatilis           | dwaalgast                        | dwaalgast                                 |
| Blauwe rotslijster                                      | Monticola solitarius          |                                  | dwaalgast                                 |
| Paapje                                                  | Saxicola rubetra              | broedvogel                       | broedvogel                                |
| Roodborsttapuit                                         | Saxicola rubicola             | broedvogel                       | broedvogel                                |
| Aziatische roodborsttapuit                              | Saxicola maurus               |                                  | dwaalgast                                 |
| Stejnegers roodborsttapuit                              | Saxicola stejnegeri           |                                  | dwaalgast                                 |
| Tapuit                                                  | Oenanthe oenanthe             | broedvogel                       | broedvogel                                |
| Seebohms tapuit                                         | Oenanthe seebohmi             |                                  | dwaalgast                                 |
| Izabeltapuit                                            | Oenanthe isabellina           |                                  | dwaalgast                                 |
| Woestijntapuit                                          | Oenanthe deserti              |                                  | dwaalgast                                 |
| Westelijke blonde tapuit                                | Oenanthe hispanica            |                                  | dwaalgast                                 |
| Oostelijke blonde tapuit                                | Oenanthe melanoleuca          |                                  | dwaalgast                                 |
| Bonte tapuit                                            | Oenanthe pleschanka           |                                  | dwaalgast                                 |
| Cinclidae (Waterspreeuwen)                              |                               |                                  |                                           |
| Waterspreeuw                                            | Cinclus cinclus               |                                  | incidentele broedvogel, doortrekker       |
| Passeridae (Mussen)                                     |                               |                                  |                                           |
| Huismus                                                 | Passer domesticus             |                                  | broedvogel                                |
| Spaanse mus                                             | Passer hispaniolensis         |                                  | dwaalgast                                 |
| Ringmus                                                 | Passer montanus               |                                  | broedvogel                                |
| Rotsmus                                                 | Petronia petronia             | dwaalgast                        | -                                         |
| Prunellidae (Heggenmussen)                              |                               |                                  |                                           |
| Alpenheggenmus                                          | Prunella collaris             | dwaalgast                        | dwaalgast                                 |
| Bergheggenmus                                           | Prunella montanella           |                                  | dwaalgast                                 |
| Heggenmus                                               | Prunella modularis            | broedvogel                       | broedvogel                                |
| Motacillidae (Kwikstaarten en piepers)                  |                               |                                  |                                           |
| Gele kwikstaart                                         | Motacilla flava               | broedvogel                       | broedvogel                                |
| Citroenkwikstaart                                       | Motacilla citreola            |                                  | zomergast                                 |
| Grote gele kwikstaart                                   | Motacilla cinerea             |                                  | schaarse broedvogel                       |
| Witte kwikstaart                                        | Motacilla alba                | broedvogel                       | broedvogel                                |
| Grote pieper                                            | Anthus richardi               |                                  | doortrekker                               |
| Mongoolse pieper                                        | Anthus godlewskii             |                                  | dwaalgast                                 |
| Duinpieper                                              | Anthus campestris             |                                  | voormalige broedvogel, doortrekker        |
| Graspieper                                              | Anthus pratensis              |                                  | broedvogel                                |
| Boompieper                                              | Anthus trivialis              |                                  | broedvogel                                |
| Siberische boompieper                                   | Anthus hodgsoni               |                                  | schaarse doortrekker                      |
| Roodkeelpieper                                          | Anthus cervinus               |                                  | schaarse doortrekker                      |
| Pacifische waterpieper                                  | Anthus rubescens              |                                  | dwaalgast                                 |
| Waterpieper                                             | Anthus spinoletta             |                                  | doortrekker, wintergast                   |
| Oeverpieper                                             | Anthus petrosus               |                                  | doortrekker, wintergast                   |
| Fringillidae (Vinkachtigen)                             |                               |                                  |                                           |
| Vink                                                    | Fringilla coelebs             | broedvogel                       | broedvogel                                |
| Keep                                                    | Fringilla montifringilla      | doortrekker, wintergast          | doortrekker, wintergast                   |
| Appelvink                                               | Coccothraustes coccothraustes | broedvogel                       | broedvogel                                |
| Haakbek                                                 | Pinicola enucleator           |                                  | dwaalgast                                 |
| Goudvink                                                | Pyrrhula pyrrhula             |                                  | broedvogel                                |
| Woestijnvink                                            | Bucanetes githagineus         |                                  | dwaalgast                                 |
| Roodmus                                                 | Carpodacus erythrinus         |                                  | zeer schaarse broedvogel, doortrekker     |
| Groenling                                               | Chloris chloris               | broedvogel                       | broedvogel                                |
| Frater                                                  | Linaria flavirostris          |                                  | doortrekker, wintergast                   |
| Kneu                                                    | Linaria cannabina             | broedvogel                       | broedvogel                                |
| Grote barmsijs                                          | Acanthis flammea              |                                  | doortrekker                               |
| Kleine barmsijs                                         | Acanthis cabaret              |                                  | schaarse broedvogel                       |
| Witstuitbarmsijs                                        | Acanthis hornemanni           |                                  | onregelmatige gast                        |
| Grote kruisbek                                          | Loxia pytyopsittacus          |                                  | dwaalgast                                 |
| Kruisbek                                                | Loxia curvirostra             |                                  | broedvogel                                |
| Witbandkruisbek                                         | Loxia leucoptera              |                                  | onregelmatige gast                        |
| Putter                                                  | Carduelis carduelis           |                                  | broedvogel                                |
| Citroensijs                                             | Carduelis citrinella          | dwaalgast                        | -                                         |
| Europese kanarie                                        | Serinus serinus               |                                  | zeer schaarse broedvogel                  |
| Sijs                                                    | Spinus spinus                 |                                  | schaarse broedvogel, doortrekker          |
| Calcariidae (IJsgorzen en sneeuwgorzen)                 |                               |                                  |                                           |
| IJsgors                                                 | Calcarius lapponicus          |                                  | schaarse doortrekker, wintergast          |
| Sneeuwgors                                              | Plectrophenax nivalis         |                                  | doortrekker, wintergast                   |
| Emberizidae (Gorzen)                                    |                               |                                  |                                           |
| Grauwe gors                                             | Emberiza calandra             |                                  | zeer schaarse broedvogel                  |
| Geelgors                                                | Emberiza citrinella           | broedvogel                       | broedvogel                                |
| Witkopgors                                              | Emberiza leucocephalos        | dwaalgast                        | onregelmatige gast                        |
| Grijze gors                                             | Emberiza cia                  |                                  | dwaalgast                                 |
| Steenortolaan                                           | Emberiza buchanani            |                                  | dwaalgast                                 |
| Ortolaan                                                | Emberiza hortulana            |                                  | voormalige broedvogel, doortrekker        |
| Bruinkeelortolaan                                       | Emberiza caesia               |                                  | dwaalgast                                 |
| Cirlgors                                                | Emberiza cirlus               |                                  | dwaalgast                                 |
| Dwerggors                                               | Emberiza pusilla              |                                  | schaarse doortrekker                      |
| Geelbrauwgors                                           | Emberiza chrysophrys          |                                  | dwaalgast                                 |
| Bosgors                                                 | Emberiza rustica              |                                  | schaarse doortrekker                      |
| Wilgengors                                              | Emberiza aureola              |                                  | dwaalgast                                 |
| Rosse gors                                              | Emberiza rutila               |                                  | dwaalgast                                 |
| Zwartkopgors                                            | Emberiza melanocephala        |                                  | dwaalgast                                 |
| Bruinkopgors                                            | Emberiza bruniceps            |                                  | dwaalgast                                 |
| Maskergors                                              | Emberiza spodocephala         | dwaalgast                        | dwaalgast                                 |
| Rietgors                                                | Emberiza schoeniclus          |                                  | broedvogel                                |
| Passerellidae (Amerikaanse gorzen)                      |                               |                                  |                                           |
| Grijze junco                                            | Junco hyemalis                |                                  | dwaalgast                                 |
| Witkeelgors                                             | Zonotrichia albicollis        |                                  | dwaalgast                                 |
| Zanggors                                                | Melospiza melodia             |                                  | dwaalgast                                 |
| Icteridae (Troepialen)                                  |                               |                                  |                                           |
| Bobolink                                                | Dolichonyx oryzivorus         |                                  | dwaalgast                                 |
| Geelkoptroepiaal                                        | Xanthocephalus xanthocephalus |                                  | dwaalgast                                 |
| Baltimoretroepiaal                                      | Icterus galbula               |                                  | dwaalgast                                 |
| Glanstroepiaal                                          | Quiscalus quiscula            |                                  | dwaalgast                                 |
| Parulidae (Amerikaanse zangers)                         |                               |                                  |                                           |
| Noordse waterlijster                                    | Parkesia noveboracensis       |                                  | dwaalgast                                 |
| Zwartkopzanger                                          | Setophaga striata             |                                  | dwaalgast                                 |
| Mirtezanger                                             | Setophaga coronata            |                                  | dwaalgast                                 |
| Cardinalidae (Kardinaalachtigen)                        |                               |                                  |                                           |
| Indigogors                                              | Passerina cyanea              |                                  | dwaalgast                                 |